# 新奧澤爾內 (博爾赫拉德區)
45°27′58″N 28°42′39″E / 45.46611°N 28.71083°E
新奧澤爾內（烏克蘭語：Новоозерне）是位於烏克蘭西南部的村莊，由敖德萨州博爾赫拉德區的克里尼奇內市鎮負責管轄。該村始建於1984年，面積4.13平方公里，人口100，人口密度每平方公里45.52人。